# Bölleinsmühle
Bölleinsmühle  (fränkisch: Bällamühl) ist ein Gemeindeteil der Stadt Wolframs-Eschenbach im Landkreis Ansbach (Mittelfranken, Bayern). Bölleinsmühle liegt in der Gemarkung Reutern.

## Geografie
Die Einöde liegt am als Gänsbach bezeichneten rechten Oberlauf des Erlbachs. 0,25 km nördlich liegt das Wallfahrtstal. Der Ort liegt an der Staatsstraße 2220, die am Sallmannshof und der Utzenmühle vorbei nach Wolframs-Eschenbach (2,5 km westlich) bzw. nach Ismannsdorf führt (1 km östlich).

## Geschichte
Der Ort wurde 1343 im Salbuch der Deutschordenskommende Nürnberg in der Beschreibung des Amtes Eschenbach als „Weidenmul“ erstmals urkundlich erwähnt. Das Bestimmungswort des Ortsnamens ist das mittelhochdeutsche Wort „wīde“ (= Weide). 1440 wurde ein Heinz Melber als Besitzer der „Weydenmül“ bezeugt. 1504 wurde der Ort als „Melbers Müle“ erwähnt. Das Bestimmungswort ist der Familienname Melber.
1683 wurde der Ort erstmals als „Pöllersmühl“ bezeugt. Mit einigen Schwierigkeiten kommen zwei Deutungen in Betracht: Das Bestimmungswort ist das Verb 1) bollern oder 2) ballieren (mundartlich für polieren). Im ersten Fall würde damit die besonders laute Geräuschkulisse der Mühle bezeichnet werden, im zweiten Fall die Nutzung der Mühle als Schleifmühle. Seit 1739 ist die Form „Bölleinsmühl“ bezeugt.
Gegen Ende des 18. Jahrhunderts gehörte die Bölleinsmühle zur Realgemeinde Sallmannshof. Sie wurde zu dieser Zeit auch Spiegelmühle genannt. Sie hatte das Stadtvogteiamt Eschenbach des Deutschen Ordens als Grundherrn. Unter der preußischen Verwaltung (1792–1806) des Fürstentums Ansbach erhielt die Bölleinsmühle bei der Vergabe der Hausnummern die Nr. 1 des Ortes Sallmannshof. Von 1797 bis 1808 unterstand der Ort dem Justiz- und Kammeramt Windsbach.
Im Rahmen des Gemeindeedikts wurde Bölleinsmühle dem 1808 gebildeten Steuerdistrikt Sauernheim und der 1810 gegründeten Ruralgemeinde Sauernheim zugeordnet. Mit dem Zweiten Gemeindeedikt (1818) wurde Bölleinsmühle in die neu gebildete Ruralgemeinde Reutern umgemeindet. Diese wurde am 1. Januar 1972 im Zuge der Gebietsreform in Bayern nach Wolframs-Eschenbach eingemeindet.
Die Mühle wird heute zur Stromgewinnung genutzt.

### Einwohnerentwicklung
| Jahr      | 001818 | 001840 | 001861 | 001871 | 001885 | 001900 | 001925 | 001950 | 001961 | 001970 | 001987 |
| Einwohner | 8      | 9      | 8      | 5      | 9      | 5      | 5      | 4      | 5      | 5      | 3      |
| Häuser    | 1      | 1      |        |        | 1      | 1      | 1      | 1      | 1      |        | 1      |
| Quelle    | [ 15 ] | [ 16 ] | [ 17 ] | [ 18 ] | [ 19 ] | [ 20 ] | [ 21 ] | [ 22 ] | [ 23 ] | [ 24 ] | [ 1 ]  |

Die Gemeindeteile Bölleinsmühle, Sallmannshof und Utzenmühle haben insgesamt 9 Einwohner (Stand: 1. April 2020).

## Religion
Der Ort ist römisch-katholisch geprägt und bis heute nach Liebfrauenmünster (Wolframs-Eschenbach) gepfarrt. Die Einwohner evangelisch-lutherischer Konfession sind nach St. Margareta (Windsbach) gepfarrt.